# Hafiz Mammadov
Pour les articles homonymes, voir Mammadov.
Hafiz Majid Mammadov, né le 2 décembre 1964 à Nakhitchevan, est un homme d'affaires et dirigeant de football azeri.

## Biographie
Président-fondateur du groupe Baghlan, un holding créé en 1998 spécialisé dans l'exploitation des hydrocarbures, du BTP et du transport, Mammadov fait rapidement fortune. Les conditions opaques dans lesquelles il a amassé sa fortune sont soulignées par ses opposants dans son pays.
Progressivement il investit dans le football. Il devient ainsi propriétaire du FK Bakou en 2004. Lors de l'été 2013, c'est en vacances dans un casino Cannois qu'il fait la rencontre de Gervais Martel, l'ancien président du RC Lens, qui cherchait à récupérer la présidence du club. Les deux hommes se lient d'amitié et Mammadov investit plus de 20 millions d'euros dans le club lensois. Il déclare à l'automne 2013 avoir pour projet de faire venir à Lens Zlatan Ibrahimovic et Radamel Falcao afin de remporter la Ligue des Champions. Proche des responsables politiques azeris, il fait adopter en sponsor principal maillot « Azerbaijan Land of fire » sur le maillot du RC Lens mais aussi sur ceux de l'Atlético Madrid, en Espagne,  des clubs dont il est également actionnaire,.
Pendant l'été 2014, il apparaît que l'homme d'affaires, qui avait annoncé en juin le rachat du club anglais de Sheffield Wednesday pour près de 50 millions d'euros, connaît d'importantes difficultés dans son pays. La presse azérie annonce un temps son arrestation par les autorités. Le président du club anglais Milan Mandarić (en) annonce fin août l'abandon du projet de vente étant donné l'incapacité de Mammadov à verser les sommes dues. En grave difficulté financière, la société de Mammadov ne peut verser au RC Lens, dont elle est l'actionnaire à 99%, qu'1,5 million d'euros sur les 18 annoncés au titre de la saison 2014-2015. Relégué sportivement, le club manque de peu d'être relégué administrativement en National pendant l'intersaison. La saison 2015-2016 du club démarre sous les mêmes auspices, l'avenir du club étant l'objet de multiples rumeurs de rachat ou de retour d'Hafiz Mammadov.